# Гражданско дело
„Гражданско дело“ (на английски: A Civil Action) е американска съдебна драма от 1998 г., написан и режисиран от Стивън Зилиън. Във филма участват Джон Траволта, Робърт Дювал, Джеймс Гандолфини, Дан Хедая, Джон Литгоу, Уилям Мейси, Катлийн Куинлан и Тони Шалуб.

## Заснемане
Филмът е заснет в Бостън, Масачузетс; Дедам, Масачузетс; Джамейка Плейн, Масачузетс; Уолтъм, Масачузетс; Нортбридж, Масачузетс; Палмър, Масачузетс; Фенуей Парк; Бостън Публик Гардън; и Бийкън Хил, Бостън.